# Raiffeisen-Volksbank Haßberge
Die Raiffeisen-Volksbank Haßberge eG ist eine deutsche Genossenschaftsbank mit Sitz in der bayerischen Kreisstadt Haßfurt im Landkreis Haßberge in Unterfranken.

## Geschichte
Am 25. Juli 1881 gründeten 75 Einwohner aus Tretzendorf und Trossenfurt einen Spar- und Darlehenskassenverein, nach den genossenschaftlichen Prinzipien der Selbsthilfe, Selbstverantwortung und Selbstverwaltung. Aus vielen kleinen, regionalen Sparvereinen entstand im Jahr 1966 die Raiffeisenbank Haßfurt eGmbH.
Anschließend kam es noch zu folgenden Fusionen auf dem Weg zu heutigen Raiffeisen-Volksbank Haßberge eG:
- 1964 – Fusion der Raiffeisenkasse Holzhausen eGmbH mit dem Sitz in Holzhausen mit der Raiffeisenkasse Mechenried eGmbH mit dem Sitz in Mechenried zur Raiffeisenkasse Holzhausen-Mechenried eGmbH mit dem Sitz in Mechenried
- 1966 – Fusion der Raiffeisenkasse Aidhausen eGmuH	mit dem Sitz in Aidhausen mit der Raiffeisenkasse Wettringen-Fuchsstadt eGmuH mit dem Sitz in Wettringen
- 1970 – Fusion der Raiffeisenkasse Kirchaich eGmbH	mit dem Sitz in Kirchaich mit der Raiffeisenkasse Trossenfurt-Tetzendorf eGmbH mit dem Sitz in Trossenfurt und der Raiffeisenkasse Unterschleichach eGmbH mit dem Sitz in Unterschleichach zur Raiffeisenbank Oberer Aurachgrund eGmbH mit dem Sitz in Oberaurach (der späteren Raiffeisenbank Oberaurach eG)
- 1970 – Fusion der Raiffeisenbank Eltmann eGmbH mit dem Sitz in Eltmann mit der Raiffeisenkasse Roßstadt eGmbH	mit dem Sitz in Roßstadt und der Raiffeisenkasse Dankenfeld eGmbH mit dem Sitz in Dankenfeld
- 1970 – Fusion der Raiffeisenkasse Happertshausen eGmbH mit dem Sitz in Happertshausen mit der Raiffeisenbank Hofheim-Lendershausen eGmbH mit dem Sitz in Hofheim in Unterfranken zur Raiffeisenbank Hofheim i. Ufr. eGmbH mit dem Sitz in Hofheim in Unterfranken
- 1970 – Fusion der Raiffeisenkasse Geusfeld eGmbH mit dem Sitz in Geusfeld mit der Raiffeisenkasse Prölsdorf eGmbH	mit dem Sitz in Prölsdorf und der Raiffeisenkasse Untersteinbach eGmbH mit dem Sitz in Untersteinbach zur Raiffeisenkasse Untersteinbach eGmbH
- 1970 – Fusion der Raiffeisenbank Haßfurt eGmbH mit dem Sitz in Haßfurt mit der Raiffeisenkasse Zell a.E. eGmbH mit dem Sitz in Zell am Ebersberg
- 1970 – Fusion der Raiffeisenkasse Königsberg/Bay. eGmbH mit dem Sitz in Königsberg in Bayern mit der Raiffeisenkasse Unfinden eGmbH mit dem Sitz in Unfinden
- 1971 – Fusion der Raiffeisenkasse Ostheim bei Hofheim eGmbH mit dem Sitz in Ostheim	mit der Raiffeisenkasse Rügheim eGmbH mit dem Sitz in Rügheim zur Raiffeisenkasse Rügheim – Ostheim eGmbH	mit dem Sitz in Rügheim
- 1971 – Fusion der Raiffeisenbank Haßfurt eGmbH mit der Raiffeisenkasse Prappach eGmbH mit dem Sitz in Prappach
- 1971 – Fusion der Raiffeisenkasse Königsberg/Bay. eGmbH mit der Raiffeisenkasse Junkersdorf eGmbH	mit dem Sitz in Junkersdorf
- 1972 – Fusion der Raiffeisenbank Hofheim i. Ufr. eGmbH mit der Raiffeisenkasse Aidhausen eGmbH zur Raiffeisenbank Hofheim i. Ufr. eGmbH (der späteren Raiffeisen-Volksbank Hofheim eG)
- 1976 – Fusion der Raiffeisenbank Haßfurt eG mit der Raiffeisenbank Knetzgau eG mit dem Sitz in Knetzgau
- 1976 – Fusion der Raiffeisenkasse Gädheim-Ottendorf eG mit dem Sitz in Gädheim mit der Raiffeisenkasse Greßhausen eG mit dem Sitz in Greßhausen und der Raiffeisenbank Untertheres e.G. mit dem Sitz in Untertheres zur Raiffeisenbank Theres eG mit dem Sitz in Theres
- 1978 – Fusion Raiffeisen-Volksbank Hofheim eG	mit der Raiffeisenkasse Kerbfeld eG	mit dem Sitz in Kerbfeld und der Raiffeisenbank Rügheim-Ostheim eG
- 1978 – Fusion der Raiffeisenbank Haßfurt eG mit der Raiffeisenbank Wonfurt eG mit dem Sitz in Wonfurt
- 1979 – Fusion der Raiffeisenbank Haßfurt eG mit der Raiffeisenbank Theres eG
- 1980 – Fusion der Raiffeisenbank Oberaurach eG mit der Raiffeisenbank Untersteinbach eG zur Raiffeisenbank Untersteinbach-Oberaurach eG mit dem Sitz in Oberaurach
- 1980 – Fusion der Raiffeisen-Volksbank Hofheim eG	mit der Raiffeisenbank Humprechtshausen-Kleinsteinach eG mit dem Sitz in Humprechtshausen
- 1981 – Fusion der Raiffeisenbank Haßfurt eG mit der Raiffeisenbank Königsberg/Bay. eG
- 1981 – Fusion der Raiffeisenbank Untersteinbach-Oberaurach eG	mit der Raiffeisenkasse Stettfeld eG mit dem Sitz in Stettfeld zur Raiffeisenbank Untersteinbach-Oberaurach eG (der späteren Raiffeisenbank Trossenfurt eG) mit dem Sitz in Oberaurach
- 1990 – Fusion der Raiffeisen-Volksbank Hofheim eG	mit der Raiffeisenbank Holzhausen-Mechenried eG
- 1990 – Fusion der Raiffeisenbank Eltmann eG mit der Raiffeisenbank Trossenfurt eG

Im Jahr 1997 erfolgte die Fusion der Raiffeisenbank Haßfurt eG mit der Raiffeisenbank Eltmann eG zur Raiffeisenbank Haßfurt-Eltmann eG mit dem Sitz in Haßfurt. Durch die Fusion mit der Raiffeisen-Volksbank Hofheim eG entstand im Jahr 2000 die heutige Raiffeisen-Volksbank Haßberge eG.

## Rechtsverhältnisse
Die Raiffeisen-Volksbank Haßberge eG ist im Genossenschaftsregister beim Amtsgericht Bamberg unter GnR 183 eingetragen.

## Organisationsstruktur
Rechtsgrundlagen sind das Genossenschaftsgesetz und die durch die Vertreterversammlung beschlossene Satzung. Organe der Bank sind der Vorstand, der Aufsichtsrat und die Vertreterversammlung. Diese wird im Turnus von vier Jahren durch die Mitglieder der Genossenschaftsbank gewählt.

## Sicherungseinrichtung
Die Raiffeisen-Volksbank Haßberge eG ist der amtlich anerkannten Sicherungseinrichtung des Bundesverbandes der Deutschen Volksbanken und Raiffeisenbanken GmbH und der zusätzlichen freiwilligen Sicherungseinrichtung des Bundesverbandes der Deutschen Volksbanken und Raiffeisenbanken e.V. angeschlossen.

## Geschäftsausrichtung
Die Raiffeisen-Volksbank Haßberge eG betreibt das Universalbankgeschäft. Im Verbundgeschäft arbeitet sie mit der DZ Bank, R+V Versicherung, Bausparkasse Schwäbisch Hall, VR Smart Finanz, Münchener Hypothekenbank, Teambank, VR Leasing, DZ Hyp, Allianz SE und der Union Investment zusammen. Sie ist Teil der genossenschaftlichen FinanzGruppe und des Bundesverbands der Deutschen Volksbanken und Raiffeisenbanken e.V. (BVR).

## Geschäftsgebiet
Das Geschäftsgebiet umfasst große Teile des Landkreises Haßberge.
An diesen Orten betreibt die Bank Filialen:
- Haßfurt (Hauptstelle, jur. Sitz + 1 SB-Geschäftsstelle)
- Eltmann (Geschäftsstelle)
- Hofheim in Unterfranken (Geschäftsstelle)
- Knetzgau (Geschäftsstelle)
- Trossenfurt (Geschäftsstelle)
- Zeil am Main (SB-Geschäftsstelle)
- Ebelsbach (SB-Geschäftsstelle)
- Theres (SB-Geschäftsstelle)